# Formación Auquilco
La Formación Auquilco es una formación geológica de la cuenca neuquina perteneciente al Grupo Lotena que aflora en las provincias de Mendoza y Neuquén. Está compuesta por rocas de naturaleza evaporítica, principalmente yeso nodular y anhidrita, depositadas en un ambiente marino restringido con una alta salinidad. 

## Antecedentes
El primero que describió esta unidad fue Schiller (1912), en el área del Puente del Inca a la que denominó como el Yeso Principal. Sin embargo, su definición se debe a Charles E. Weaver (1931), quien le dio el actual nombre de Formación Auquinco. Si bien no definió una localidad, se considera que la toponimia de la unidad estaría relacionada con la laguna Auquinco, al este de la ciudad de Chos Malal, en la provincia de Neuquén. Posteriormente, otros autores como Groeber (1946), decidieron reemplazar este término por Auquilcoense o Auquilco. Esta última denominación posee gran popularidad y es ampliamente empleada hasta nuestros días.

## Litologías
Está compuesta por grandes capas de yeso y anhidrita de color blanquecino, en sectores grisáceo, con intercalaciones de areniscas y limonitas rojizas laminadas. Si bien, la presencia de capas de yeso suelen ser una característica diagnóstica de esta unidad existen variaciones litológicas dentro de la cuenca.
De esta manera, al sur de la localidad de Puente del Inca en la Provincia de Mendoza se reconoció la presencia de lentes compuestas exclusivamente por areniscas finas a muy finas de color rojo que no superan los 30 cm de espesor. Dentro de la misma provincia se reconoció la presencia de niveles de rocas carbonáticas algales finamente laminadas de color gris oscuro al sur del paso de Nieves Negras.

## Edad y correlaciones
La edad de la Formación Auquilco se asigna al Jurásico superior (Oxfordiano superior) por yacer por sobre la formación La Manga, cuya edad en Neuquén alcanza el Oxfordiano medio. 

Algunos autores sugieren que esta unidad se correlaciona temporalmente con la formación Fortín 1° de Mayo en el área meridional de la Cuenca Neuquina, la cual posee similares relaciones estratigráficas. Se correlaciona con la formación Rio Colina en Chile.

## Ambiente
Las rocas evaporiticas que componen esta unidad se habrían depositado en un ambiente marino de poca profundidad, con alta salinidad, donde los cuerpos de yeso se alternan con carbonatos de origen algal y sedimentos de grano fino. Desde un punto de vista regional, la depositación de esta unidad marcó una virtual desecación de la cuenca.

## Relaciones estratigráficas
En el sector Mendocino el espesor real de la unidad es difícil de determinar debido a que esta formación actuó como nivel de despegue de varias fallas durante la orogenia andina. 
En al ámbito Neuquino presenta un extenso desarrollo que puede superar los 350 metros de espesor al nordeste de la localidad de Chos Malal. En el ámbito de la sierra de la Vaca Muerta, la parte basal limita con el techo de la Formación La Manga y es cubierta por la Formación Tordillo.

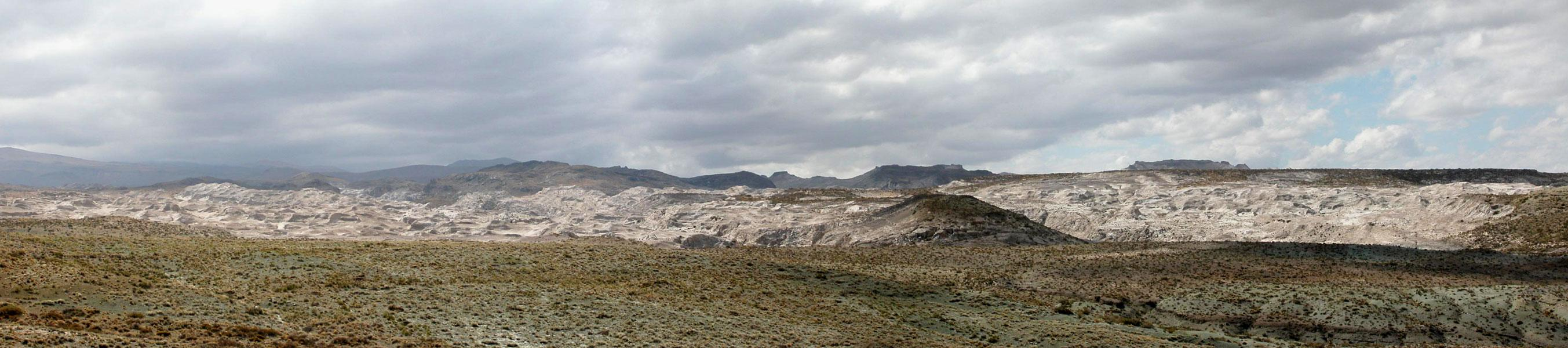
Yesera del Tromen (Formación Auquilco; Jurásico superior).
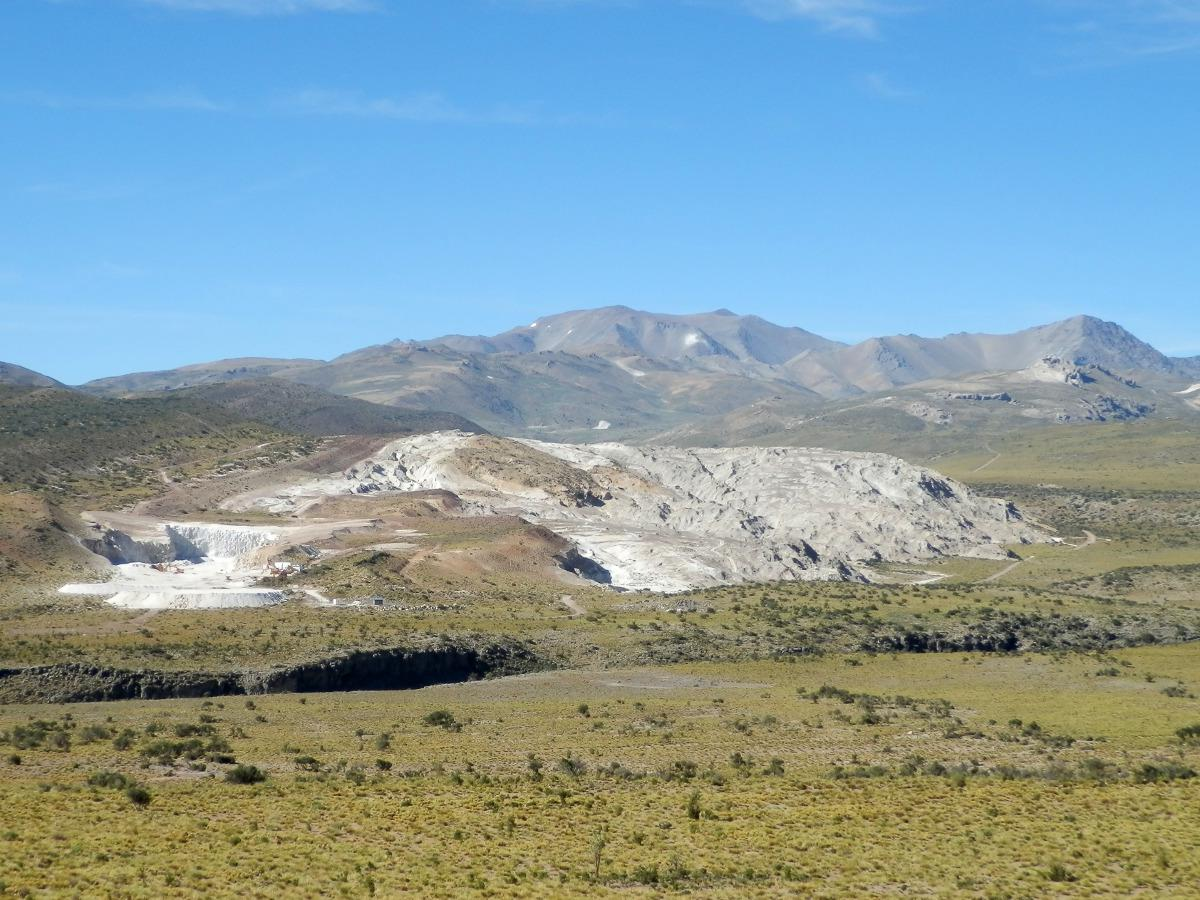
Cantera de yeso de la formación Auquilco (Jurásico superior) cerca de los Castillos de Pincheira, Malargüe.
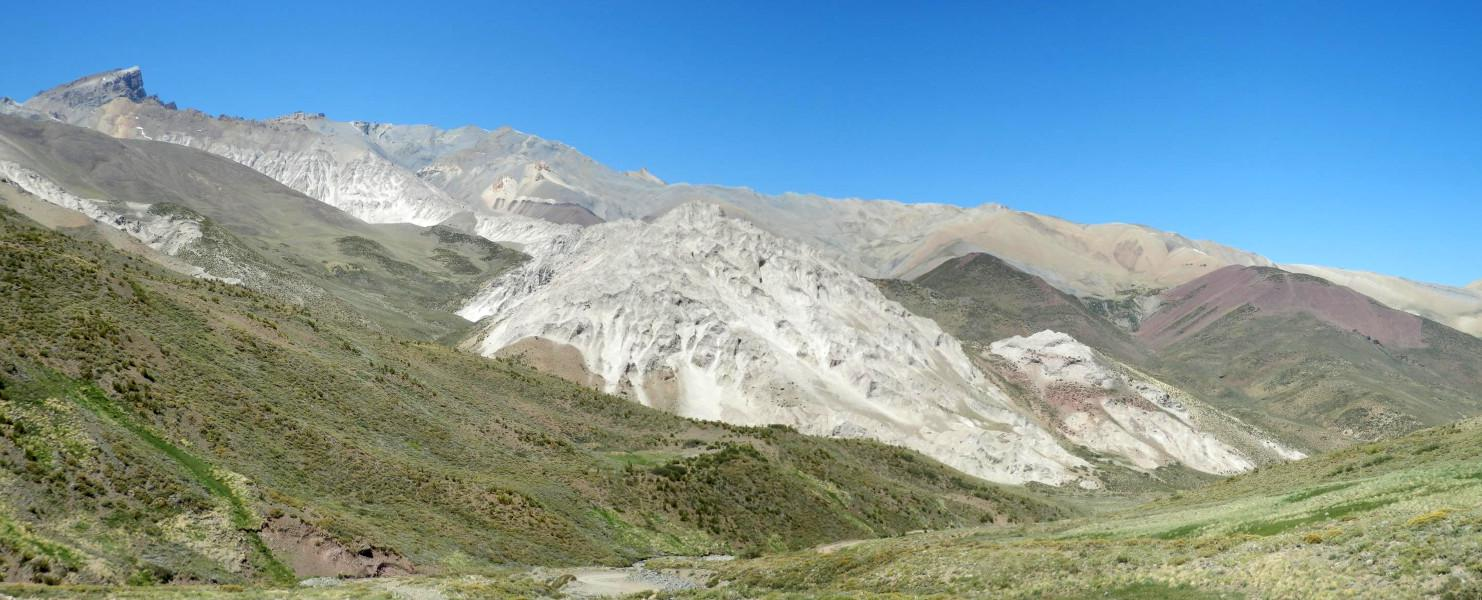
Afloramiento de la formación Auquilco (Jurásico superior) en el valle de Las Leñas.